# Chintesență (fizică)
În cosmologie, chintesența este o formă ipotetică de energie postulată pentru a explica observațiile asupra universului în cadrul expansiunii accelerate. Chintesența este un tip de "energie a vidului" cu o ecuație de stare de următoarea formă:
{\displaystyle w\equiv {\frac {p}{\rho }}}
unde:
{\displaystyle p\,} este presiunea,
{\displaystyle \rho \,} este densitatea.
Dacă w < -1/3 chintesența acționează ca un câmp de respingere, având în vedere că energia întunecată are tocmai acest efect, rezultă că în mod fenomenologic energia întunecată este o formă a chintesenței.{\displaystyle }În general, parametrul poate varia pe scale de timp cosmologice, deși unii teoreticieni se referă la chintesența cu "w" variabil folosind numele de kinesență, pentru a o distinge de alte forme de energie care au un "w" constant. {\displaystyle }{\displaystyle }{\displaystyle }Cu atât mai puțin termenul chintesență este folosit pentru forme ipotetice de energie cu w < -1/3. O constantă cosmologică ne-nulă corespunde cazului w = -1 fără variație temporală.{\displaystyle }{\displaystyle }Într-o cosmologie ne-standard, cum ar fi  Expansiunea cosmică în scară de C. Johan Masreliez chintesența este w =  -1/3 , ceea ce înseamnă curbura spațiului-timp.{\displaystyle }